# Гай Емилий Север Кантабрин
Гай Емилий Север Кантабрин (на латински: Gaius Aemilius Severus Cantabrinus) e политик и сенатор на Римската империя през края на 2 век.
През 192 г. е суфектконсул заедно с Луций Юлий Месала Рутилиан.